# Xian de Linyi (Shandong)
Pour les articles homonymes, voir Linyi (homonymie).
Le xian de Linyi (临邑县 ; pinyin : Línyì Xiàn) est un district administratif de la province du Shandong en Chine. Il est placé sous la juridiction de la ville-préfecture de Dezhou.

## Démographie
La population du district était de 509 846 habitants en 1999.